# ويليام إتش كاربنتر
ويليام إتش كاربنتر (بالإنجليزية: William H. Carpenter)‏ هو دبلوماسي أمريكي، ولد في 1821 في أوبورن في الولايات المتحدة، وتوفي بنفس المكان في 1885.